# 甘丹曲果林寺 (山南市)
甘丹曲果林寺，藏语称“甘丹曲果林”，清朝赐名“大安寺”，位于中华人民共和国西藏自治区山南市乃东区泽当街道，是一座藏传佛教格鲁派寺院。

## 历史
甘丹曲果林寺位于西藏自治区山南市乃东区驻地以北的泽当街道。西距山南电影院大约100米，东侧是贡布山，北面是雅鲁藏布江。
甘丹曲果林寺的前身是“彭得列谢林”。彭得列谢林建于七世达赖格桑嘉措（1708年－1757年）时期，是噶玛噶举派红帽系寺院。因该寺反对颇罗鼐（1689年－1747年）政权的统治，从而受到颇罗鼐的镇压，被改为格鲁派寺院“甘丹曲果林”。
现存的甘丹曲果林寺是由甲央顿珠等人于1900年修建，工程历时12年。甘丹曲果林寺初定僧人员额130人，后来增至145人。文化大革命期间，该寺被毁。改革开放后，该寺逐步获得修复。
2012年，甘丹曲果林寺僧人普布次仁被评为西藏自治区爱国守法先进僧尼。

## 建筑
甘丹曲果林寺的建筑是传统的藏式建筑。甘丹曲果林寺平面呈方形，东西长 89.2米，南北宽90米，占地面积8090平方米。东、西墙垣的正中各开有一大门，其中东大门宽5.9米。主殿位于整个寺院的北部，坐北朝南，主殿左侧有一座拉章，其前左侧是诵经场，右侧是拉康，四周是僧舍。
甘丹曲果林寺的主殿大门外有前4柱、后2柱的门房，大门内是经堂。经堂面阔7间，进深6间，高2层，有高侧天窗，经堂内四面的墙壁上绘满壁画；经堂内的柱子及柱横木上有云纹、龙纹、莲花纹、花瓣、几何图形等等。穿过大经堂后门，便来到佛殿。佛殿中部有东西排列的一排4根大柱，直抵二层以上，柱头有木雕和彩绘组合形成的装饰图案。大殿四周绘有佛像，主要位于北、西、南三面：北面绘四大佛像，均佩红带，双手合掌置于胸前，结跏趺坐在须弥座上，后面有背光，背光外圈饰有日月图案；四大佛像之间的上方绘有3尊小佛像。西面绘有两尊大佛像、三尊小佛像，为高发髻、袒露右肩、身披袈裟、佩红带，左手托绿色宝瓶，右手下垂指向地面，结跏趺坐在须弥座上；身后有背光，背光外圈有日月图案。南面绘制的均为小佛，上排3尊、下排4尊，均有背光，为高发髻、袒露右肩，结跏趺坐在须弥座上，其手势各异：有的右手指地，有的双手合掌置于胸间，有的双手叠加置于腿上。甘丹曲果林寺原来主供一幅释迦牟尼唐卡，寺内还有一座两层楼高的灵塔，塔内葬有颇罗鼐的遗体。主殿大门上原来悬挂着一块横匾，为1743年（清朝乾隆七年，藏历之木虎年）乾隆帝赐给甘丹曲果林寺的，匾额的汉文是“大安寺”三个字，边款有字形比较小的藏文。
甘丹曲果林寺藏有一副鎏金马鞍，相传是颇罗鼐·索朗多杰的马鞍。鞍桥高26厘米，长56厘米，木制，前后鎏金铜皮，四周镶嵌连珠。铜皮上有绿松石镶嵌成的莲花、宝轮等图案。马鞍上有绿色的平绒坐垫。马鞍两搭呈瓶状，黑色的平绒边原来缀有由上千颗珍珠组成的云纹图案，鞍搭中间是减地平绒牡丹纹。